# Abanicar (tauromaquia)
Abanicar es una forma de correr los toros a dos manos. Para ejecutar esta suerte el diestro ondea el capote ante la cara del toro con la intención de cambiar al toro de terreno durante la suerte de varas. Este lance también se conoce como abaniqueo. La suerte de abanicar está clasificada dentro de las suertes de capa sin pasar el toro.
Se conoce como Abanicar a un tipo de adorno que realiza el torero con la muleta una vez que ha dominado al toro durante el tercer tercio o de matar, es habitual ejecutarlo al final de una tanda o serie de muletazos.
El término Abanicar es una forma de quite dentro de los conocidos como galleos. Se realiza con el capote por delante de forma que el diestro salga por las afueras «abanicando el toro».

## Definición de la RAE
El término abanicar es acuñado por la Real Academia Española como verbo transitivo cuyo significado en tauromaquia es: «agitar el capote ante el toro de un lado a otro». Abanicar hace alusión al movimiento que se realiza con el abanico de un lado al otro. Proviene de la palabra abanico, en concreto del diminutivo del instrumento que se usa para ello, el «abano». Queda así asociado el movimiento del abanico al movimiento que se hace con el capote como «si se abanicara» al toro».

## Definición Especializada

### Abanicar para correr los toros
Se trata de un engaño a dos manos ejecutado con el capote. El torero camina hacia atrás ondeando el capote en zigzag de forma que incita al toro para que le siga tras el engaño.
Otra forma de abanicar la introduce Marcial Lalanda, el gran diestro, y es más conocida como la Mariposa. Se diferencia de la suerte de abanicar en la forma en la que se ondea el capote. En el caso de abanicar el capote es el que va por delante del torero o quien ejecute la suerte, mientras que en la mariposa el capote se lleva por la espalda y es el torero el que lleva el cuerpo por delante.

### Abanicar como adorno
Es un desplante, conocido como adorno en el lenguaje taurino, que realiza el matador al finalizar la faena de muleta, el diestro muestra así que ha dominado al toro. Esta acción se conoce con el nombre de abaniqueo. El matador se coloca delante del toro y realiza un movimiento pendular con la muleta mientras gira la muñeca de uno a otro lado en la cara del toro.

### Abanicar como quite
El quite es una suerte que se ejecuta con el capote habitualmente. La intención del quite es librar a otro compañero del peligro ante la acometida del toro. Así lo cita [Enrique Minguet] , La Coleta (1907) : «Bomba hizo un quite superior abanicando...» o César Jalón (Clarito) en su libro: «Ricardo Torres se sale en los quites con los toros de poder abanicándolos, por las afueras...»
En la suerte de varas se realiza el abaniqueo con la intención de quitar al toro al finalizar la suerte de picar, de esta forma se evita que el toro regrese al caballo en un nuevo encuentro. El quite se realiza tanto si el picador se encuentra sobre el caballo como si está en el suelo. El abaniqueo como quite tiene la utilidad de refrescar al toro y colocarlo de nuevo en suerte evitando perjudicar al animal. El abaniqueo es el quite más adecuado para los toros que son bravos y de facultades.